# 石黄镇
石黄镇，是中华人民共和国重庆市忠县下辖的一个乡镇级行政单位。

## 行政区划
石黄镇下辖以下地区：
金星社区、六合村、三胜村、高岭村、石鲤村、双龙村、桂艳村和石黄村。